# 贾俊 (1917年)
贾俊（1917年—1989年12月2日），原名贾泰，男，山西翼城人，中华人民共和国政治人物。

## 生平
贾俊是山西省翼城县桥上镇贾家庄人早年就读于村塾，11岁考入太原友仁中学，参加抗日救亡运动。高中毕业后，回到翼城继续从事抗日救亡活动。之后参加牺盟会、民族解放先锋队，任牺盟协理员、留外学生救国会常务委员。1938年5月，经阎紫琴介绍加入中国共产党，先后担任四区区委书记、牺盟特派员，中共晋豫特委组织部科长，晋豫区委组织部干部科长，太南地委组织部干部科长，潞城县委组织部长，壶关县委宣传部长等职。第二次国共内战期间，先后担任壶关县委书记。1947年4月至6月，担任中共潞城县委书记。1948年，担任太行三地委宣传部长、组织部长、地委书记等职。
中华人民共和国成立后，1949年10月至1952年1月，贾俊担任中共长治地委常委、组织部长。1950年12月至1952年1月，担任中共长治地委副书记。1952年1月27日至1956年11月，代替王謙，出任第一书记，期间推广定额计酬责任制等有效的经营管理措施和马拉双轮双铧犁等生产技术，提高了农业生产力；他们还发动组织“三社一体”的手工业合作社、农村信用合作社、供销合作社，使长治地区成为农村社会主义改造的示范区。他以《打好基础，农业生产合作社才能很好发展》、《领导农业合作化的几点体会》为题，在《人民日报》上发表长篇文章总结经验。1956年，贾俊当选中共八大代表。同年底，调离长治地委，任中共山西省委工交部常务副部长。1958年9月至11月，担任中共榆次地委书记处第一书记。1961年10月31日，中共山西省委决定成立农村工作领导小组，八人组成，卫恒任组长，贾俊、刘开基、张晓东任副组长。1965年8月7日，贾俊当选为中共山西省委常委、书记处书记。文化大革命期间，1966年7月至1967年1月，兼任中共太原市委代书记。造反派夺权之后，被关入监狱两年，他的风湿性心脏病因此不断加重。1970年8月，下放到汾阳县任县革委副主任。1973年，任中共晋中地委第一副书记。
怀仁堂事变后，山西省革委会开始调整。1977年3月，贾俊出任山西省革命委员会副主任。1979年3月，担任中共山西省委常委、书记（时设省委第一书记），分管宣传、文教、卫生工作。1985年5月，出任中共山西省顾问委员会副主任；1986年5月，接替王克文，出任山西省顾问委员会主任。1988年3月重病。1989年12月2日，贾俊因病去世。